# 11 Comae Berenices
11 Comae Berenices, som är stjärnans Flamsteedbeteckning, är en dubbelstjärna i stjärnbilden Berenikes hår. Stjärnan är av visuell magnitud +4,72 och väl synlig för blotta ögat vid normal seeing. Den befinner sig på ett avstånd av ungefär 290 ljusår eller (89 parsec). 

## Egenskaper
Primärstjärnan 11 Comae Berenices A är en gul till orange jättestjärna av spektralklass K0 III.  Den har låg metallicitet med ett järnöverskott ungefär hälften av solens. Keenan och McNeil (1989) angav G8 + III Fe-1, som visar ett underskott av järn i spektrumet. Den har en massa som är ca 1,7 gånger solens massa och har expanderat till 15,8 gånger solens radie. Stjärnan avger ca 110 gånger mer energi än solen från dess fotosfär vid en effektiv temperatur av 4 670 K.
Den har en följeslagare av magnitud 12,9, som var separerad med 8,8 bågsekunder vid en positionsvinkel på 44° år 2007.
År 2007 upptäcktes en exoplanet , 11 Com b. Dess massa har uppskattats till ≥19,4 ± 1,5 jupitermassor (MJ), med en halv storaxel på 1,29 ± 0,05 AE, en excentricitet av 0,231 ± 0,005 och en omloppstid på 326,03 ± 0,32 dygn.